# Дирекция „Въздушни съобщения“
Дирекция „Въздушни съобщения“ е държавна организация в България, която е единствен граждански авиопревозвач в страната в периода от декември 1946 до август 1949 година.

## Предистория
След Първата световна война, съгласно клаузите на Ньойския мирен договор, България трябва да разруши военната си авиация, но получава разрешение „да притежава цивилна авиация“.
След вандалския акт на разрушаване пощата между София, Русе, Варна, Пловдив, Горна Оряховица и Бургас се превозва с няколко ремонтирани самолета в периода 1919 – 1920 г.
Към Министерството на железниците, пощите и телеграфите се открива Отделение за въздухоплаване, което с царски указ № 40 от 15.07.1924 година се преобразува в Дирекция на въздухоплаването. Преоборудваните военновременни самолети превозват от 1 до 4 пътници. Закупените за нуждата на Дирекцията 17 нови самолета превозват предимно поща и след неуспешни опити да се открият редовни въздушни пътнически линии, тази идея е изоставена. Създаденото с договор от 1926 г. смесено българо-германско дружество за авиотраспорт Бунавад обслужва линията София – Русе – Варна с 2 самолета Junkers F 13 през 1927 и 1928 година. Тази дейност е прекратена поради неизпълнение от българската държава на договорните условия с партньора Junkers & Co.
До Втората световна война над територията на България са организирани въздушни линии на Ер Франс, Аерофлот, Дойче луфтханза и полският ЛОТ.

## Учредяване и развитие
На 27 декември 1946 г. се приема Постановление на МС № 8, с което се създава „Дирекция „Въздушни съобщения“ (съкратено ДВС). Това е ново начало на гражданското въздухоплаване.
С постановление от 11 март 1947 г. на ДВС се предават 3 броя военно-десантни тримоторни самолета Junkers Ju 52/3m „Сова“, 2 броя Не-111 „Ястреб“, 2 бр. двумоторни учебно-тренировъчни Фоке-Вулф 58, 13 бр. Физлер-Щорх Fi 156 „Дрозд“, 14 бр. FW-56 „Гълъб“. Това са самолети закупени и използвани от Въздушните на Н.В. войски. Junkers Ju 52/3m, тримоторен транспортен целометалически моноплан е внесен през 1938 година. Юнкерсите са преоборудвани от военно-транспортни в пътнически в Държавната самолетна фабрика (ДФС). Този самолет се обслужва от екипаж от 3 души и превозва 17 – 18 пътници.
През 1946 година ВВС на България получава 2 нови съветски военно-транспортни самолета Ли-2п. Така предназначените за военната авиация самолети също се прехвърлят в системата на гражданския транспорт. Самолетите са приети от летеца-инструктор Иван Шивачев, а известния съветски полярен летец Барилов е инструкторът провел първото обучение по ползването на тези самолети при сложни метеорологични условия и във всички часове на денонощието.
Първи главен директор на ДВС е пилотът полковник Борис Ганев от военната авиация на СССР. Негови заместници са инж. Душко Кондов по техническата част и Драган Шишков по административната част.
На 29 юни 1947 г. на летище Враждебна министър-председателят Георги Димитров открива първата гражданска въздушна линия София-Бургас. Първият екипаж, летял по тази линия с Junkers Ju 52/3m LZ-UNL, е в състав Никола Александров, Стефан Тосунов, Тодор Гургулиев – борден механик и Павел Александров – борден радист. След него излита и Ли-2 с борден номер LZ-LIA с екипаж Никола Дюлгеров, Иван Шивачев, Методи Наков и Георги Сергиев. Редовните полети започват от 1 юли 1947 г. Месец по-късно на 2 август започват полети по линията София-Варна и временни полети по линията София-Пловдив за обслужване на гостите на Международния панаир в Пловдив.
Закупени са и 3 броя от познатите на българските авиатори Юнкерс Ju 52/3m, модернизирани и произведени от френската фирма Atelier d`Avion Coulombe с наименованието „AAC.1 Toucan“, приети в Париж и транспортирани до София от български екипажи. През есента на 1947 г. са закупени 3 едномоторни самолета „По-2“ за нуждите на санитарната авиация. Тези машини по-късно са основните самолети на създадената селскостопанска авиация.
С първите 2 самолета „Ли-2п“ е положено началото на българските международни линии. На 13 февруари 1948 г. с „Ли-2п“ LZ-LIB е открита първата линия с маршрут София – Белград – Будапеща – Прага.

## Терористични актове
На 15 май 1948 г. главният инспектор-пилот на ДВС Никола Александров избягва с единия правителствен самолет „Не 111“ в Турция.
На 30.06.1948 г. по време на полета Варна – София със самолет Junkers Ju 52/3m, при терористичен акт е застрелян летящия на борда, като проверяващ, директор на ДВС Борис Ганев и радиотелеграфиста Недялко Недялков, а бордния механик е ранен. Главният директор Борис Ганев е пилотирал самолета като втори пилот. Самолетът със 17 пътници на борда е отклонен от курса под управлението на организатора на терористичния акт офицера летец Страшимир Михалакиев и е приземен в Истанбул-Турция. В Турция е заведено дело за незаконно проникване на турска територия и 9-те терористи не са върнати в България, а са осъдени (може би формално) и по-късно освободени.
Последвалият втори терористичен акт е повод за поредната чистка и уволнение на смятаните за политически ненадеждни. Напуска най-опитният кадър на ДВС пилотът Иван Шивачев, и за кратко авиокомпанията остава само с 6 командири при 8 експлоатирани самолета. Международните полети се поемат от най-подготвените – Стефан Тосунов и Желязко Радев; спешно са обучени за командири Дако Даков и Христо Пътев. 

## Прекратяване на полетите
Първият петгодишен план предвижда увеличаването на вътрешните линии до 2365 километра, външните – до 4565 километра, преустройство на летищата, увеличаване на самолетния парк с до 80%, обучение и квалификация на персонала. С ресурсите на българската държава и кратките срокове това е счетено за неизпълнимо.
Затова на 3 ноември 1948 г. в Москва се подписва междуправителствена спогодба със СССР за създаване на смесеното дружество Транспортно-авиационно българо-съветско общество „ТАБСО“.
При такава конкуренция, при това на държавни транспортни организации, 3 самолета „Юнкерс“ на ДВС са консервирани и подготвени за дългосрочно съхранение, а останалите самолети заедно с първоначалните 2 бр. „Ли-2п“ сменят цивилната регистрация с военна и преминават на служба във Военновъздушните сили. Така цялата материална част на ДВС се предава на 16-и транспортен полк на ВВС.